# Niemica (gromada)
Niemica – dawna gromada, czyli najmniejsza jednostka podziału terytorialnego Polskiej Rzeczypospolitej Ludowej w latach 1954–1972.
Gromady, z gromadzkimi radami narodowymi (GRN) jako organami władzy najniższego stopnia na wsi, funkcjonowały od reformy reorganizującej administrację wiejską przeprowadzonej jesienią 1954 do momentu ich zniesienia z dniem 1 stycznia 1973, tym samym wypierając organizację gminną w latach 1954–1972.
Gromadę Niemica z siedzibą GRN w Niemicy utworzono – jako jedną z 8759 gromad na obszarze Polski – w powiecie sławieńskim w woj. koszalińskim na mocy uchwały nr 43/54 WRN w Koszalinie z dnia 5 października 1954. W skład jednostki weszły obszary dotychczasowych gromad Niemica, Grabowo i Kusice ze zniesionej gminy Sieciemin oraz obszary dotychczasowych gromad Bartolino i Sulechowo (bez przysiółków Sulechówko i Witosław) ze zniesionej gminy Lejkowo w tymże powiecie. Dla gromady ustalono 12 członków gromadzkiej rady narodowej.
31 grudnia 1959 z gromady Niemica wyłączono: a) wsie Bartolino i Sulechowo, włączając je do gromady Lejkowo oraz b) wsie Kusice i Grabowo, włączając je do gromady Sieciemin – w tymże powiecie, po czym gromadę Niemica zniesiono, a jej (pozostały) obszar włączono do gromady Malechowo tamże.